# Paidia
Paidia is een geslacht van vlinders van de familie spinneruilen (Erebidae), uit de onderfamilie Arctiinae.

## Soorten
- P. bodenheimeri Draudt, 1931
- P. brunneagriscens Daniel, 1932
- P. cinerascens (Herrich-Schäffer, 1847)
- P. griseola Rothschild, 1933
- P. minoica de Freina, 2006
- P. rica (Freyer, 1858)
- P. simplicalcarata Ebert, 1973